# Hawley (Texas)
Pour les articles homonymes, voir Hawley.
Hawley est une ville située dans le comté de Jones au Texas, aux États-Unis. Elle compte 545 habitants lors du recensement de 2020.

## Géographie
Hawley est située dans le sud-est du comté de Jones. Les U.S. Routes 83 et 277, qui se succèdent, traversent le sud-ouest de la ville et mènent à Anson, le chef-lieu du comté, par le nord-ouest sur 18 km et à Abilene par le sud-est sur 21 km.
Selon le Bureau du recensement des États-Unis, Hawley a une superficie totale de 7,6 km2, dont 0,02 km2, soit 0,25 %, est recouvert d'eau. La Clear Fork Brazos River, un affluent du Brazos traverse la ville au sud.

## Histoire
La première personne à s'installer sur les terres d'Hawley est John R. Price, en 1890, suivi par la suite par d'autres agriculteurs et éleveurs,. En 1893, dans la communauté voisine de Zelo, une première école est ouverte puis, en 1903, un bureau de poste,.
Hawley se développe avec l'arrivée de la ligne de chemin de fer de la Wichita Valley et est établie en tant que ville le 9 décembre 1906. Elle prend le nom d' Hawley, en l'honneur de CW Hawley, un responsable du constructeur de la nouvelle ligne de chemin de fer,. Le bureau de poste et la magasin général de Zelo sont transférés à Hawley en 1907 et Zelo est intégré à Hawley peu après.
La ville se développe rapidement mais connait en 1924 un incendie qui détruit la majeure partie du centre-ville,. L'électricité est installé dans la ville en 1926 et, en 1929, Hawley compte 300 habitants. Du pétrole est découvert à proximité dans les années 1930 et, en 1936, Hawley compte 50 puits ouverts et une raffinerie sur son territoire,. La ville est constituée le 20 juin 1970, elle compte alors 241 habitants.
Hawley subit le 2 mai 2024 une tornade classée EF3 qui provoque d'importants dégâts matériels et des blessures pour quatre personnes.

## Démographie
Lors du recensement de 2000, la ville de Hawley compte 646 habitants et 264 unités de logement La densité de population est de 84,8 /km2.
Lors du recensement de 2020, la ville compte 545 habitants, 271 ménages et 242 unités de logement